# Translucence/Drift Music
Translucence/Drift Music è un album di John Foxx e Harold Budd . I due artisti avevano in mente di lavorare insieme da lungo tempo, ma erano sempre impegnati in altri lavori. Nel 1996 si sono incontrati e hanno registrato varie sessions, pubblicate poi nell'agosto 2003 in questo doppio album .

## Tracce
Tutti i brani sono accreditati a Harold Budd & John Foxx.

### Translucence (disco uno)
1. "Subtext" – 5:59
2. "Spoken Roses" – 6:20
3. "Momentary Architecture" – 1:40
4. "Adult" – 3:03
5. "Long Light" – 3:54
6. "A Change in the Weather" – 2:41
7. "Here and Now" – 3:59
8. "Almost Overlooked" – 2:30
9. "Implicit" – 5:25
10. "Raindust" – 7:08
11. "Missing Person" – 1:35
12. "You Again" – 3:24

### Drift Music (disco due)
1. "Sunlight Silhouette" – 3:15
2. "The Other Room" – 1:57
3. "Some Way Through All the Cities" – 4:17
4. "Stepping Sideways" – 3:44
5. "A Delicate Romance" – 7:14
6. "Linger" – 1:59
7. "Curtains Blowing" – 3:06
8. "Weather Patterns" – 1:50
9. "Coming into Focus" – 5:02
10. "After All This Time" – 6:54
11. "Someone Almost There" – 1:33
12. "Resonant Frequency" – 2:45
13. "Avenue of Trees" – 1:16
14. "Underwater Flowers" – 6:05
15. "Arriving" – 1:25